# Microcharon reginae
Microcharon reginae är en kräftdjursart som beskrevs av Dole och Nicole Coineau 1987. Microcharon reginae ingår i släktet Microcharon och familjen Microparasellidae. Inga underarter finns listade i Catalogue of Life.